# Geometria molecular prismática trigonal triapicada

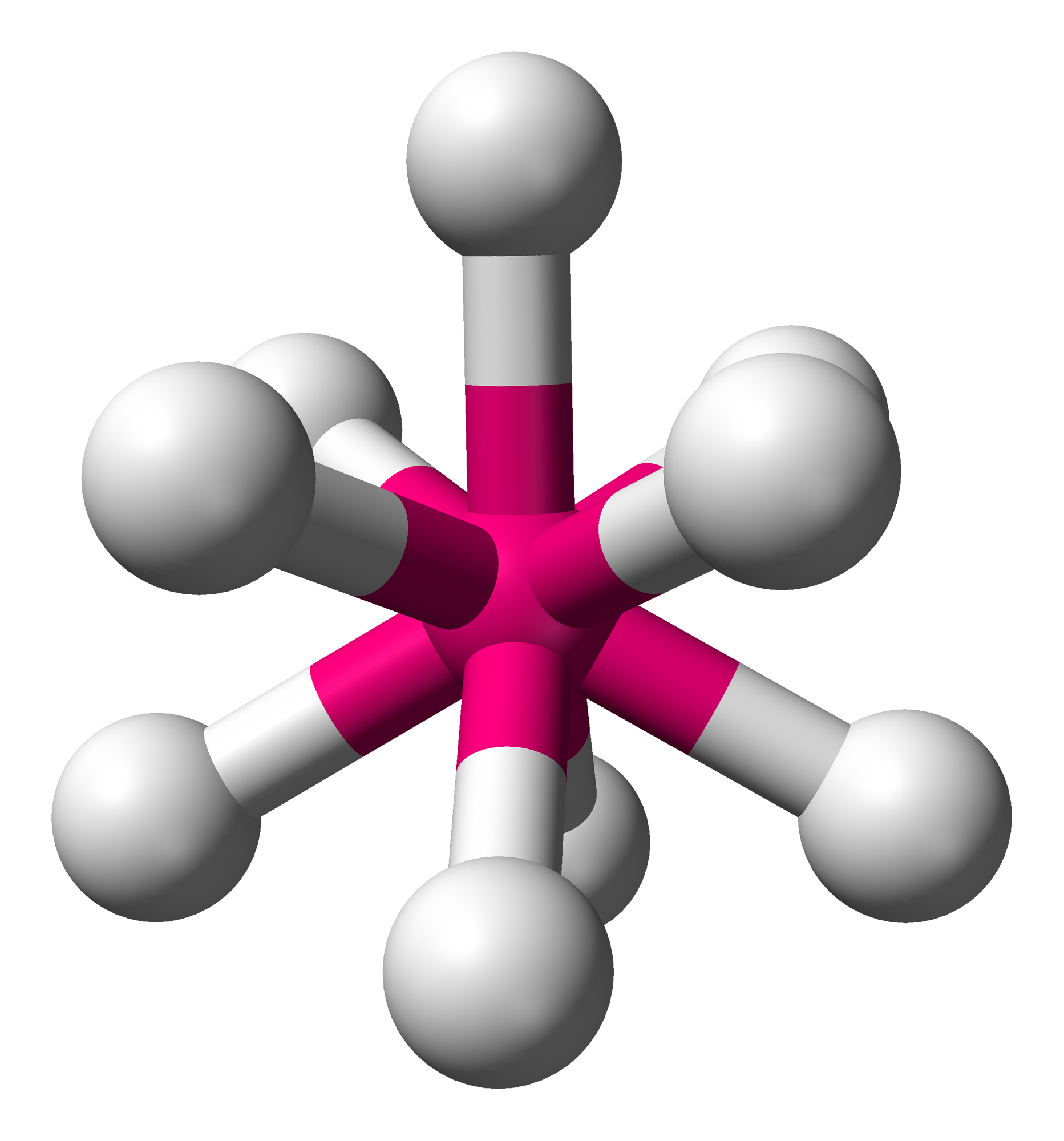
Modelo de molécula genérica AX_{9}E_{0} com essa geometria.

Na química, geometria molecular prismática trigonal triapicada (ou prismatrigonal triencapuzada) descreve a forma de compostos de NCT 9, nos quais nove átomos ou ligantes são dispostos ao redor de um átomo central, definindo os vértices de um prisma triangular aumentado com um átomo extra ligado a cada uma de suas três faces retangulares. É relativamente raro,  além de ser a geometria mais estável dentre as conhecidas para o NCT 9.
Está presente especialmente nos elementos do bloco f, visto que seus grandes raios atômicos permitem a acomodação de muitos ligantes.
É muito similar à geometria antiprismática quadrada apicada, não sendo claras as distinções entre as duas em algumas moléculas.

## Exemplos
ReH2−
9 algumas vezes descrito como de geometria prismatrigonal triencapuzada e outras vezes como de geometria antiprismática quadrada apicada.
Ln(H2O)3+
9 (em que Ln refere-se ao grupo dos Lantanídeos)
Th(H2O)4+
9